# 摇铃 (打击乐器)

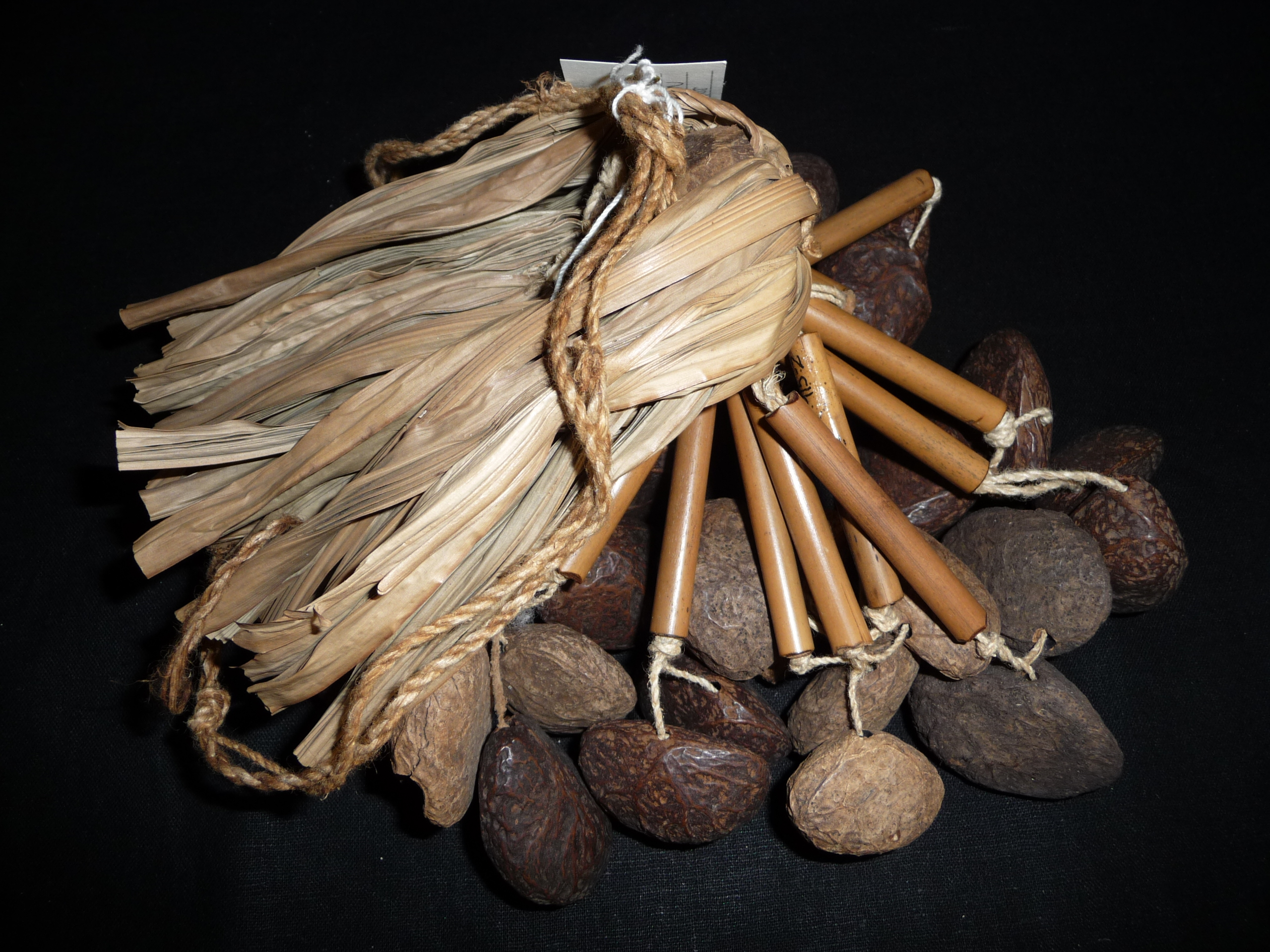
来自巴布亚新几内亚的拨浪鼓，由树叶、种子和椰子壳制成，系在舞者的脚踝上

摇铃是一种打击乐器，通过摇动发出声音。在霍恩博斯特-萨克斯分类法中，摇铃被称为“摇动自鸣乐器”。
摇铃的发声特性依赖材料和部件排列方式。

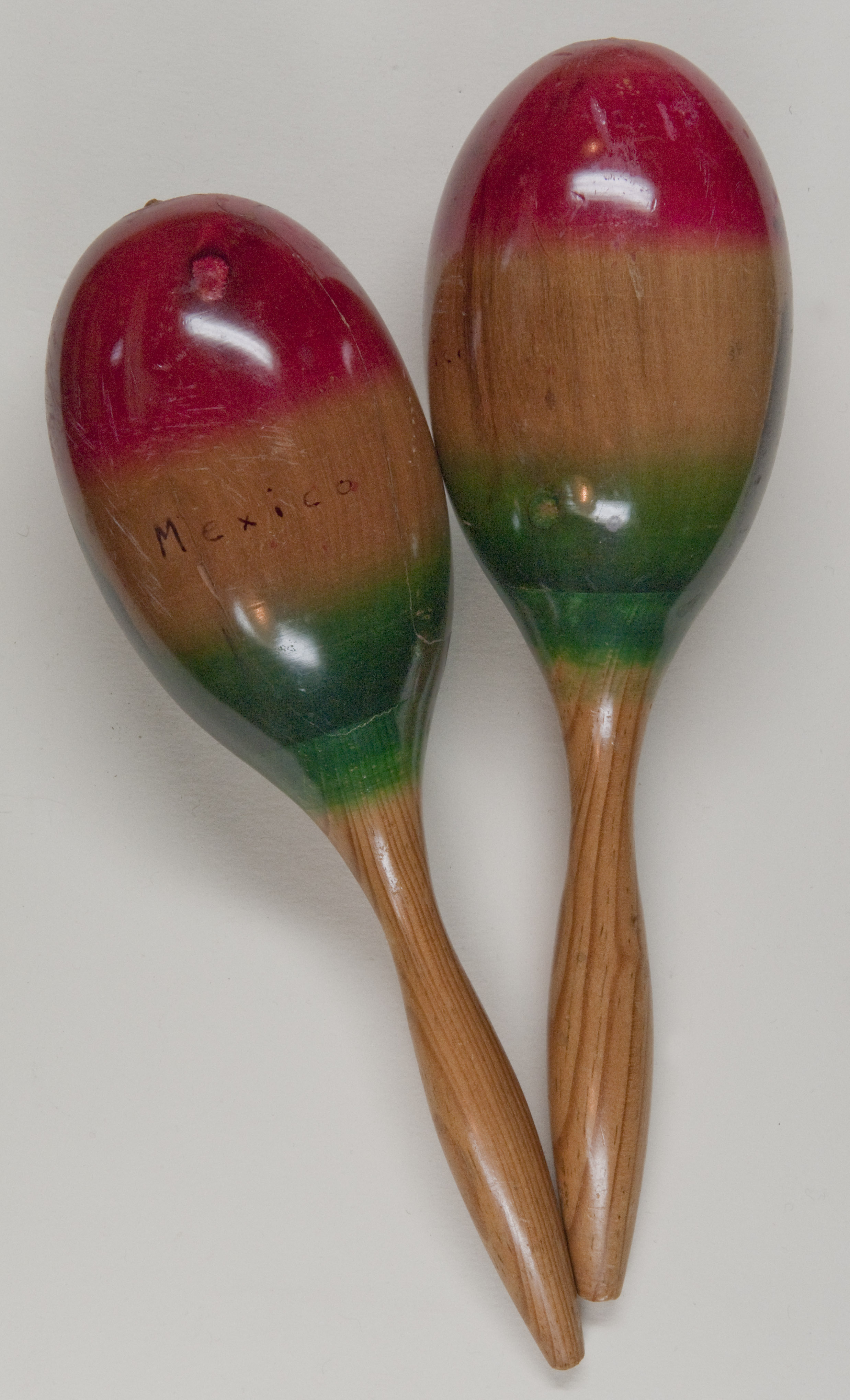
来自墨西哥的马拉卡斯摇铃。

摇铃在古埃及的仪式中具有重要地位。古埃及人使用陶制摇铃进行葬礼仪式，象征重生。后期，摇铃逐渐采用木材、篮材和石材制作，形状也发生了变化。

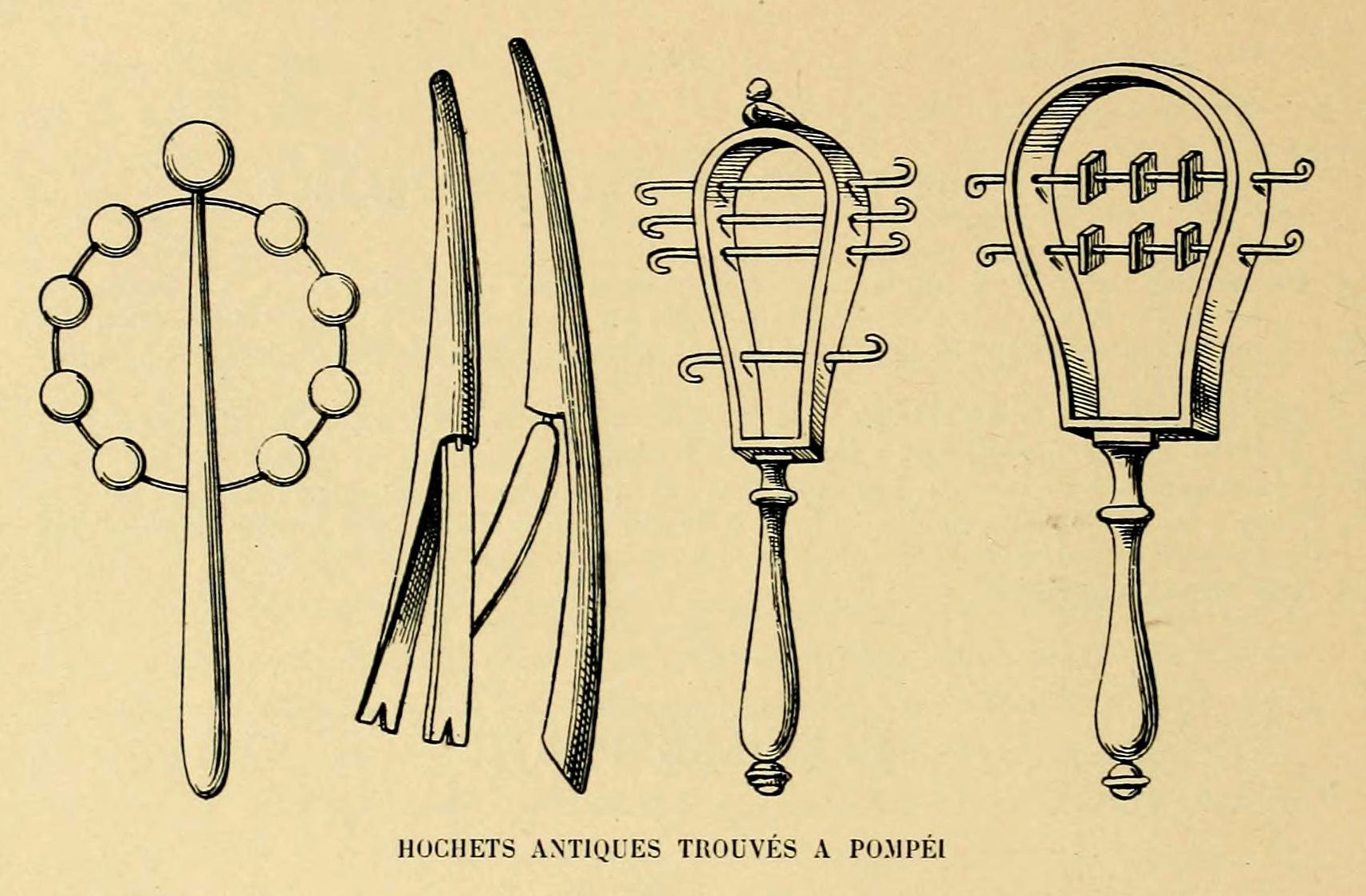
来根据庞贝古城遗迹设想的拨浪鼓的结构图纸。

美洲原住民文化中，摇铃在萨满仪式和舞蹈中使用，摇铃常象征神圣力量。而酋长持有的乌鸦摇铃展现了酋长的地位，将乌鸦摇铃用在萨满仪式的舞蹈中可以象征酋长的权威和世袭权力。